# 日本製鋼所室蘭製作所
日本製鋼所室蘭製作所（にほんせいこうしょむろらんせいさくしょ）は、北海道室蘭市にある日本製鋼所及び日本製鋼所M&Eの工場。

## 概要
日本製鋼所の創業地であり、1907年（明治42年）に操業開始した。世界で唯一となる670 tの鋼塊を鍛錬することができる工場であり、14,000 tのプレス機を2機保有している。大型の発電所で使用するローター軸・タービン軸、天然ガスを輸送するクラッド鋼管や石油精製に使用する圧力容器などを製造することができるため、世界屈指の生産設備と技術力によりエネルギー産業を支えている。
1911年（明治44年）に皇太子（後の大正天皇）の視察に備えて茶津山の麓に新築した和洋折衷の迎賓館は、皇太子により「瑞泉閣」と命名された。この瑞泉閣には、1936年（昭和11年）、陸軍特別大演習のために来道した昭和天皇も行幸している。1918年（大正7年）からは、近代化により衰退していた日本刀の製作技術向上と保存のために「瑞泉鍛刀所」を開設している。「瑞泉閣」と「旧発電所」が経済産業省の「近代化産業遺産」や文化庁の「日本遺産」に認定されているほか、室蘭市の有形文化財や文化庁の「日本遺産」に国産第1号となる複葉機エンジン「室0号」、室蘭市の民俗文化財に「瑞泉鍛刀所の鞴（ふいご）」が指定されている。

## 設備
- 120トンハイパワー電気炉[10]
- 150トンエレクトロスラグ溶解炉[10]
- 14,000トン水圧プレス[10]
- 14,000トン油圧プレス[10]
- 熱処理炉[10]
- 四重式広巾厚板圧延機[10]
- 12,000トン造管プレス[10]
- 大型NC立旋盤[10]
- 大型400トン旋盤[10]
- 圧力容器溶接組立ライン[10]
- 室蘭研究所[11]

## 歴史
1906年（明治39年）、「鉄道国有法」によって北海道炭礦鉄道から業種転換した北海道炭礦汽船は、夕張炭の納入をきっかけとする呉海軍工廠との結びつきから、室蘭港に面する入江を埋め立てて製鉄所建設を計画した。ところが、兵器の製造を急務としていた政府は製鋼所建設を求めたため、翌年に日本国内初の民間兵器工場となる「日本製鋼所」を設立し、室蘭の海軍用地の貸与を受けて工場を建設した。取締役会長には井上角五郎が就任した。そのため、日本製鋼所は軍事機密に深く関わっており「世界の4大民間兵器工場の1つ」とも称されるなど軍需面で重要な位置を占めていた。その中でも室蘭製作所は戦艦「長門」の主砲、戦艦「陸奥」の砲身、戦艦「大和」の装甲板を製造するなど戦争遂行に欠かせない工場になっていた。1942年（昭和17年）に内閣総理大臣の東条英機が北海道視察の一環として室蘭製作所を訪れて従業員達を激励したが、15年前に大日本帝国陸軍の歩兵中佐として工場を視察しようとした際には入構を拒否されたという。これは、日本製鋼所が主に大日本帝国海軍の兵器を造っていたので、陸軍には見せられないと判断したためである。陸軍・海軍からの発注が増え続けると工場は慢性的な人手不足に陥ったため、国によって市民を徴用し、子供も動員した。
- 1907年（明治40年）：北海道炭礦汽船（北炭）とイギリスのアームストロング・ホイットワース(Sir W.G.Armstrong,Whitworth & Co.,Ltd.)とヴィッカース(Vickers Sons and Maxim,Ltd.)の共同出資により「日本製鋼所」設立し、室蘭に本社・工場を置く[17]。
- 1908年（明治41年）：社運発展と安全操業を祈念し、山内万寿治の提唱により「御傘山神社」創建[注 2][18]。
- 1911年（明治44年）：「私立楽生病院」（後の「日本製鋼所病院」）開設。「瑞泉閣」建設。
- 1913年（大正02年）：「日本製鋼所購買組合」設立[注 3][19]。
- 1915年（大正04年）：本社を東京に移転[17]。
- 1918年（大正07年）：堀井俊秀を招聘し、「瑞泉鍛刀所」開設。国産初の航空機用エンジン「室0号」製造。
- 1919年（大正08年）：日本製鋼所と北海道製鐵が合併し、「日本製鋼所室蘭工業所」となる（製鉄・採鉱事業を兼営）[1]。
- 1924年（大正13年）：北海道炭礦汽船・三井鉱山・日本製鋼所による「輪西製鐵組合」設立し、輪西工場（現在の日本製鉄北日本製鉄所室蘭地区）を移管（生産は引き続き日本製鋼所が担当）。同年、潜水艦の発射管軟化事故の調査が発端となり発見された変化を研究し開発された、"二重焼き戻し"工法を採用した新型ニッケルクロム鋼「ニセコ（NISECO）鋼」を発表。
- 1931年（昭和06年）：製鉄・採鉱事業分離（「輪西製鐵」の設立）[1]。
- 1945年（昭和20年）：北海道空襲・室蘭艦砲射撃により甚大な被害を受ける。終戦後、民需品転換許可を受けて民需品の生産開始[1]。
- 1950年（昭和25年）：「企業再建整備法」により商号を「旧日本製鋼所」と変更後解散し、新たな「日本製鋼所」設立[17]。
- 1953年（昭和28年）：7月20日、溶鉱炉で鋳物の仕込み作業中に溶鋼材が噴出。死傷者33人[21]。
- 1954年（昭和29年）：「日鋼室蘭争議」発生。
- 1973年（昭和48年）：ASME U、U2 Certificate取得[1]。
- 1974年（昭和49年）：ASME NPT Certificate取得[1]。
- 1975年（昭和50年）：ASME QSC取得[1]。
- 1980年（昭和55年）：日本製鋼所病院（現在の日鋼記念病院）が医療法人として独立[22]。
- 1983年（昭和58年）：『デミング賞』実施賞受賞[1]。
- 1994年（平成06年）：ISO 9001・9002取得[1]。
- 1998年（平成10年）：ISO 14001取得[1]。
- 2002年（平成14年）：ISO 9001に統合し、取得[1]。
- 2003年（平成15年）：新事務所竣工[23]。10,000トンプレスをリニューアルし、14,000トン熱間鍛造プレス機に更新[17]。
- 2006年（平成18年）：構内に自社設備として風力発電1基設置（2007年にも1基設置）[24]。
- 2007年（平成19年）：創業100周年[25]。
- 2009年（平成21年）：労働安全衛生マネジメントシステム（OSHMS）取得[1]。
- 2019年（平成31年）：月島機械が構内に工場を移転し、操業開始[26]。
- 2020年（令和2年）：4月1日付けで設立された日本製鋼所の子会社日本製鋼所M&E所属となった[1]。

## 関連施設
- 瑞泉閣（近代化産業遺産、日本遺産）[7][8]
- 瑞泉鍛刀所
- 鋼友寮
- 日鋼鷲別水源地[27]

## 関連会社
- 日鋼MEC[28]
- 日鋼機械センター[28]
- 日鋼運輸[28]
- 日鋼検査サービス[28]
- 日鋼特機[28]
- ファインクリスタル[28]
- J-Win[28]
- 日鋼情報システム[28]
- 日鋼室蘭サービス[28]

## アクセス
- 道南バス・北海道中央バス「母恋駅前」バス停から徒歩約5分
- 北海道旅客鉄道（JR北海道）母恋駅から徒歩約5分
- 国道36号（室蘭新道）御崎ランプ・母恋ランプ利用